# Hyundai Getz
Hyundai Getz (Хюндай Ґетц) — автомобіль малого класу випускається Hyundai Motor Company. Машина була представлена на Женевському автосалоні у 2002 році. У тому ж році, поступив в продаж.
Машина випускається в двох кузовах: 3-х і 5-ти дверний хетчбек.

## Опис

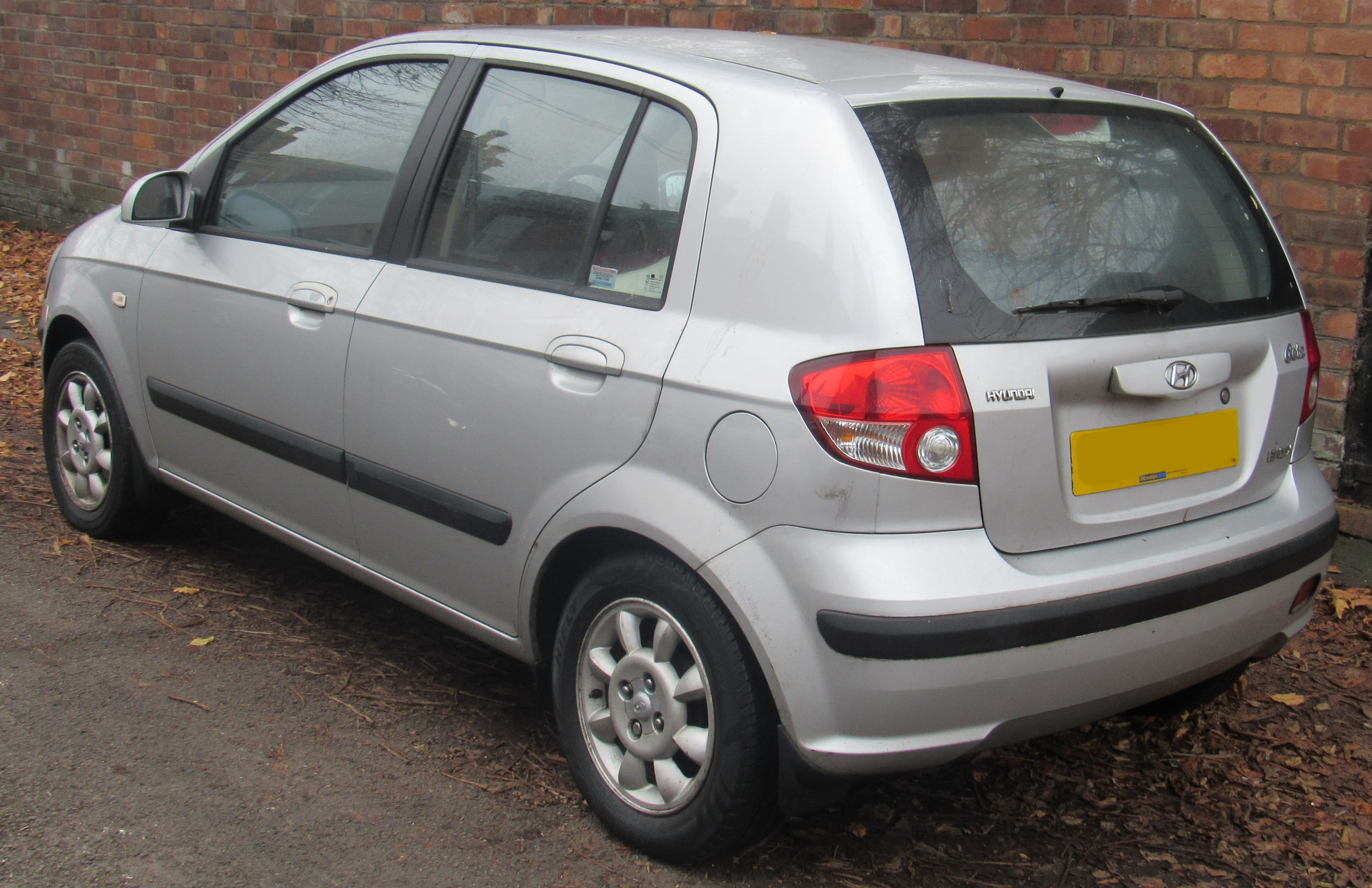
Hyundai Getz (2002-2005)

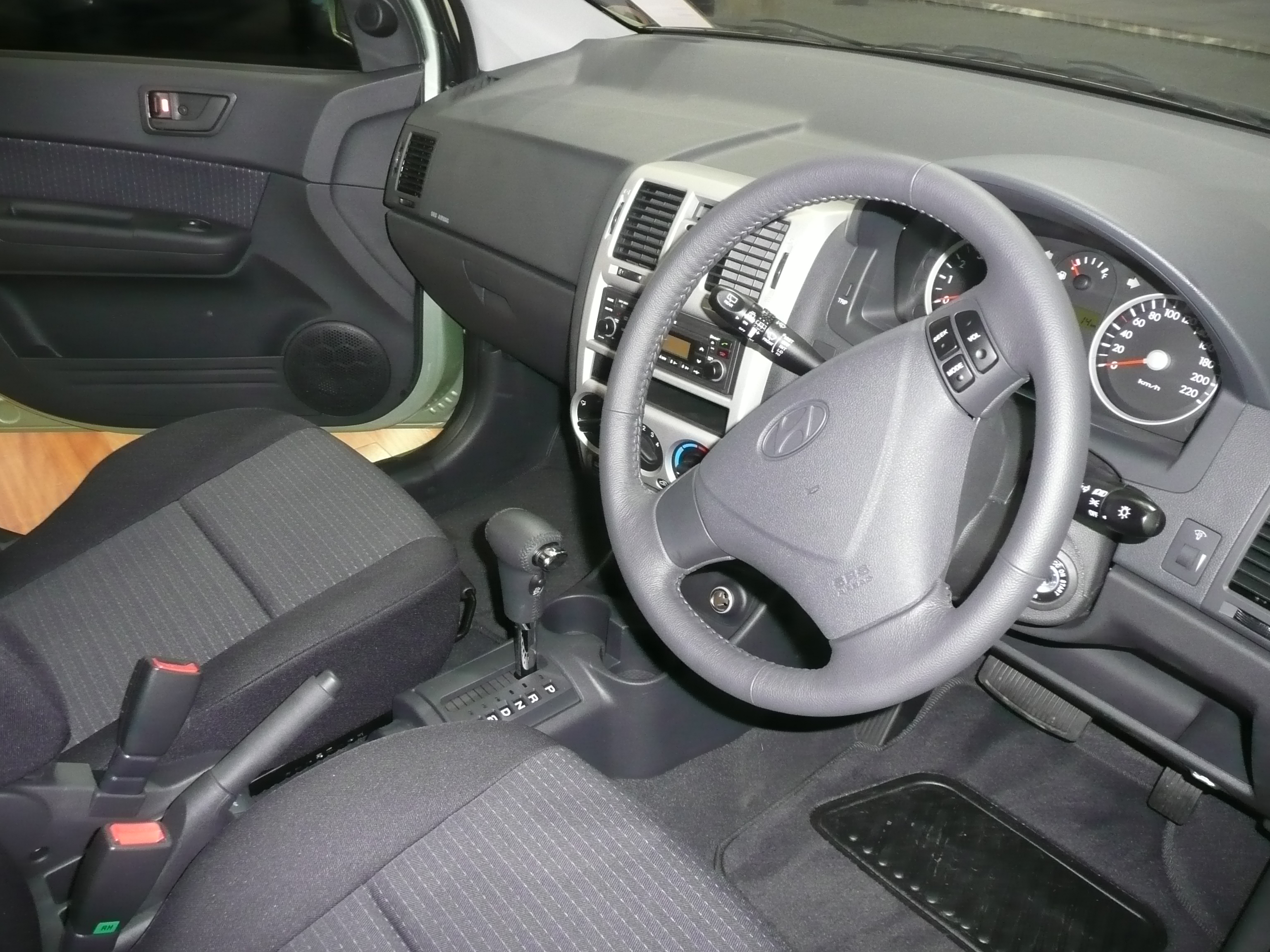
Hyundai Getz

Дебют моделі Getz відбувся в 2002 році на Женевському автосалоні. Тоді на суд громадськості компанія Hyundai представила невеликий, сучасний і стильний автомобіль.
Високий кузов (майже 1,5 метра), лобове скло і капот, що утворюють практично пряму лінію, складна оптика з полікарбонатними ковпаками, великі дзеркала, висока посадка, створюють враження, що кузов Getz однооб'емний і дуже нагадує вен.
Автомобіль випускається в різноманітних комплектаціях від простої GL до дорогої GLS. Остання пропонує: електропривод, підігрів дзеркал, регульовану по висоті рульову колонку, центральний замок і кондиціонер.
Салон ретельно продуманий і дуже функціональний. Строгі лінії, відмінна якість збірки, якісні оздоблювальні матеріали роблять автомобіль зручним і практичним. На задньому сидінні, що несподівано для маленького автомобіля, досить багато місця, а «вертикальна» посадка дозволяє витягати ноги вперед. До того ж дах автомобіля майже рівний. Так що місця над головою в Getz вистачає. Пасажири заднього сидіння в індивідуальному порядку можуть налаштувати нахил своєї частини спинки сидіння. Втім, третій підголовник недвозначно свідчить про те, що автомобіль п'ятимісний. При необхідності другий ряд сидінь складається.
У салоні також багато приємних дрібниць, які роблять поїздку більш комфортною. Наприклад, над дверима водія розташовується футляр для сонцезахисних окулярів. Глибокий бардачок, поличка під рульовою колонкою, кишені в передніх дверях і спинках передніх крісел розмістять масу корисних речей, що одночасно дуже зручно і практично.
Під підлогою багажного відділення знаходиться піддон з відсіками під інструмент та іншу супутню дрібницю. Багажник зовсім невеликий. Додатковий обсяг багажника надають розкладні  пропорції 40:60 задні сидіння - ,звісно на шкоду заднім пасажирам. Збільшити багажне відділення можна до 977 літрів.
У дизайні центральної консолі переважають прямокутні і круглі форми. Прилади в сріблястих пластикових окантовках з підсвічуванням приємного зеленого кольору відмінно читаються. Центральна консоль розгорнута в бік водія. Кермо і оригінальний важіль механічної коробки запозичені з Hyundai Coupe. Розташування керма досить зручне, хоч і не має регулювань по висоті.
Getz має гарну оглядовість. Широке панорамне вітрове скло забезпечує гідну видимість у всіх напрямках. Назад видно трохи гірше. Скло п'ятих дверей вузьке, і частина простору «з'їдають» масивні задні стійки і підголовники заднього сидіння.
Найслабший з силових агрегатів Getz має обсяг 1,1 літра. Цей двигун динамікою не відрізняється. Для тих, хто любить їздити з вітерцем, пропонуються агрегати об'ємом 1,3 л / 82 к.с. і 1,6 л / 105 л.с. В якості альтернативи «механіці» виступає 4-ступінчаста автоматична коробка - незамінна річ в пробках.
Підвіска володіє непоганим поєднанням керованості і плавності ходу. Повороти практично будь-якої крутизни автомобіль долає плавно і впевнено. Гальма працюють дуже чітко.
Безпека і комфорт водія були головною турботою конструкторів при створенні Hyundai Getz. У стандартній комплектації автомобіль оснащується подушками безпеки з багатофазовим спрацьовуванням. Удар таких подушок м'якше. Деформована рульова колонка і триточкові ремені безпеки з переднатягувачами додадуть додаткової впевненості. А вбудовані в двері сталеві балки захистять при бічних зіткненнях.
В якості опції пропонуються: ABS, TRC, підігрів сидінь і т.д.

### Рестайлінг 2005
У 2005 році був проведений рестайлінг моделі. Зміні піддався зовнішній вигляд автомобіля, зокрема, оновилася форма головних фар і задніх ліхтарів, решітки радіатора, змінився зовнішній вигляд бамперів. Інтер'єр також преобразився: змінилася форма рульового колеса, оформлення приладової панелі, центральній консолі. Стали доступні нові кольорові гами внутрішньої обробки.
Те, чим даний автомобіль дійсно може похвалитись, так це його аудіо системою, яка включає стерео на шість динаміків та MP3/WMA/CD, якими можна керувати за допомогою елементів управління на рульовому колесі. Не менш важливими елементами аудіо системи є можливість підключення телефону через Bluetooth, потокова передача мультимедіа та USB-порти. Салон має хорошу звукоізоляцію, тому сторонній шум дороги або вітру не завадить вам при прослуховуванні улюбленої композиції.
Про параметри безпеки у даному автомобілі добре подбали. До базових захисних систем належать: електронний контроль стабільності, контролю тяги, гальмівна система, яка запобігає ковзанню, з електронним розподілом зусиль та активні підголівники для пасажирів.
Двигун 1.3 12V (82 к.с.) змінився на потужнішим 1.4 16V (97 к.с.).

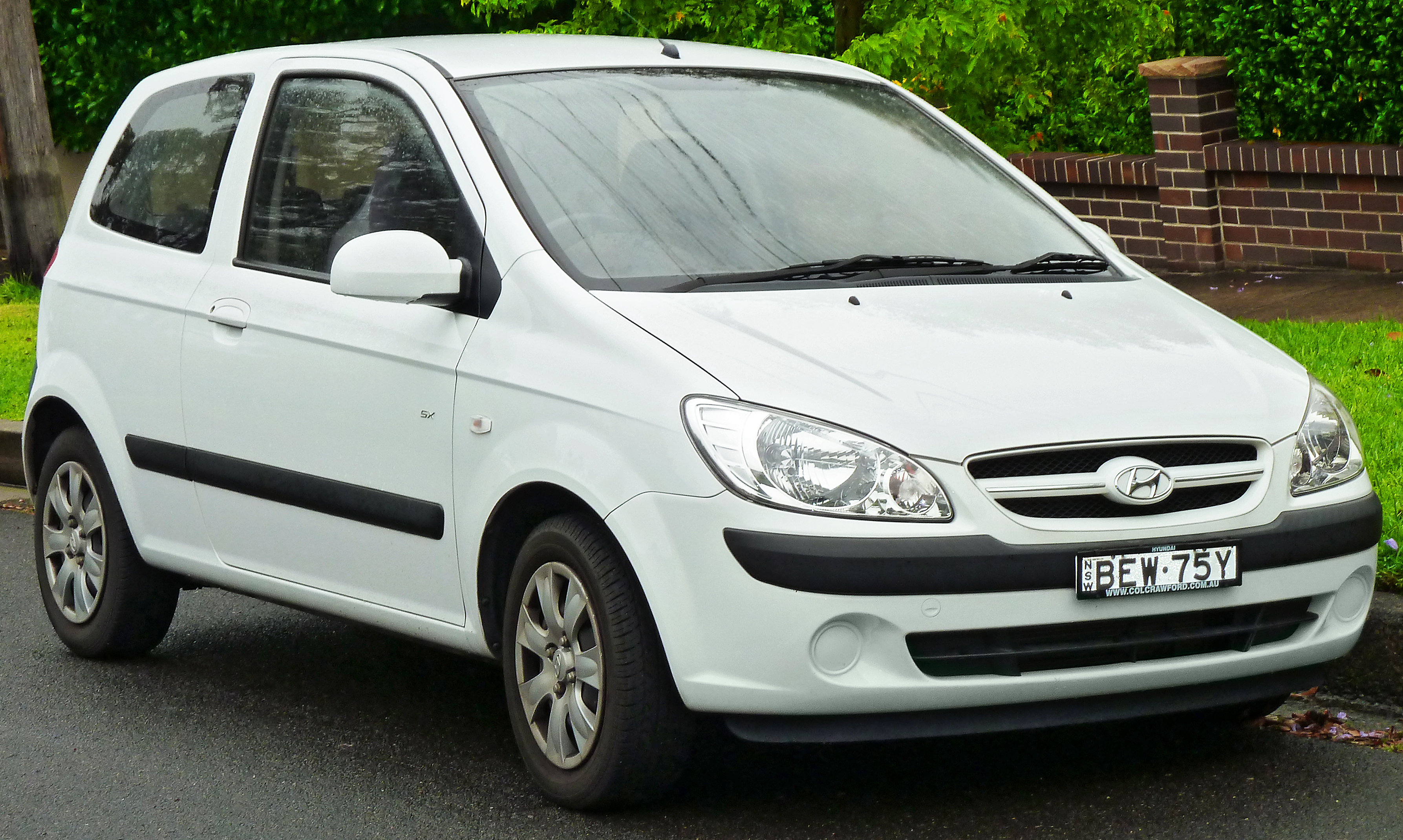
Hyundai Getz (2005-2008)
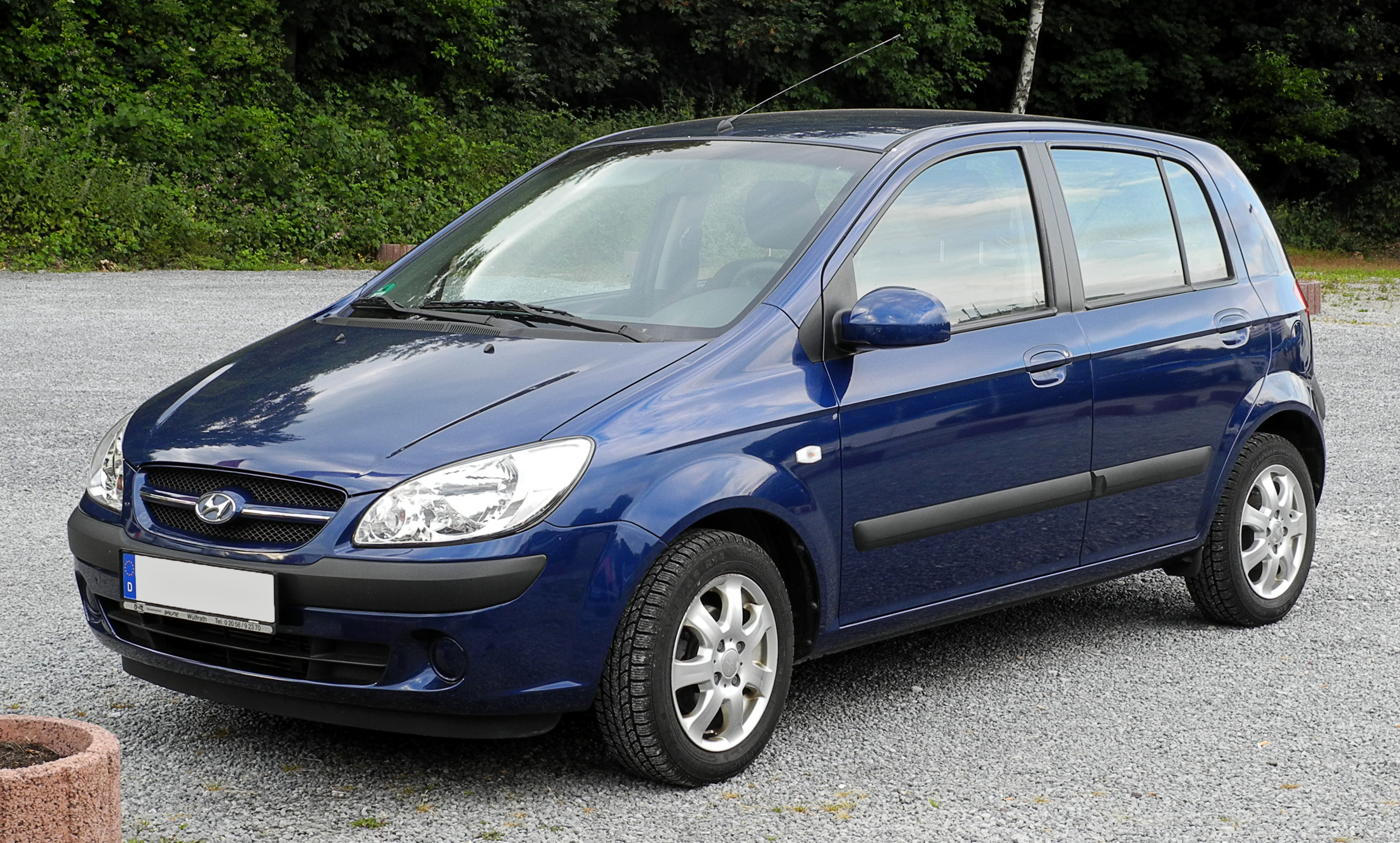
Hyundai Getz (2008-2011)
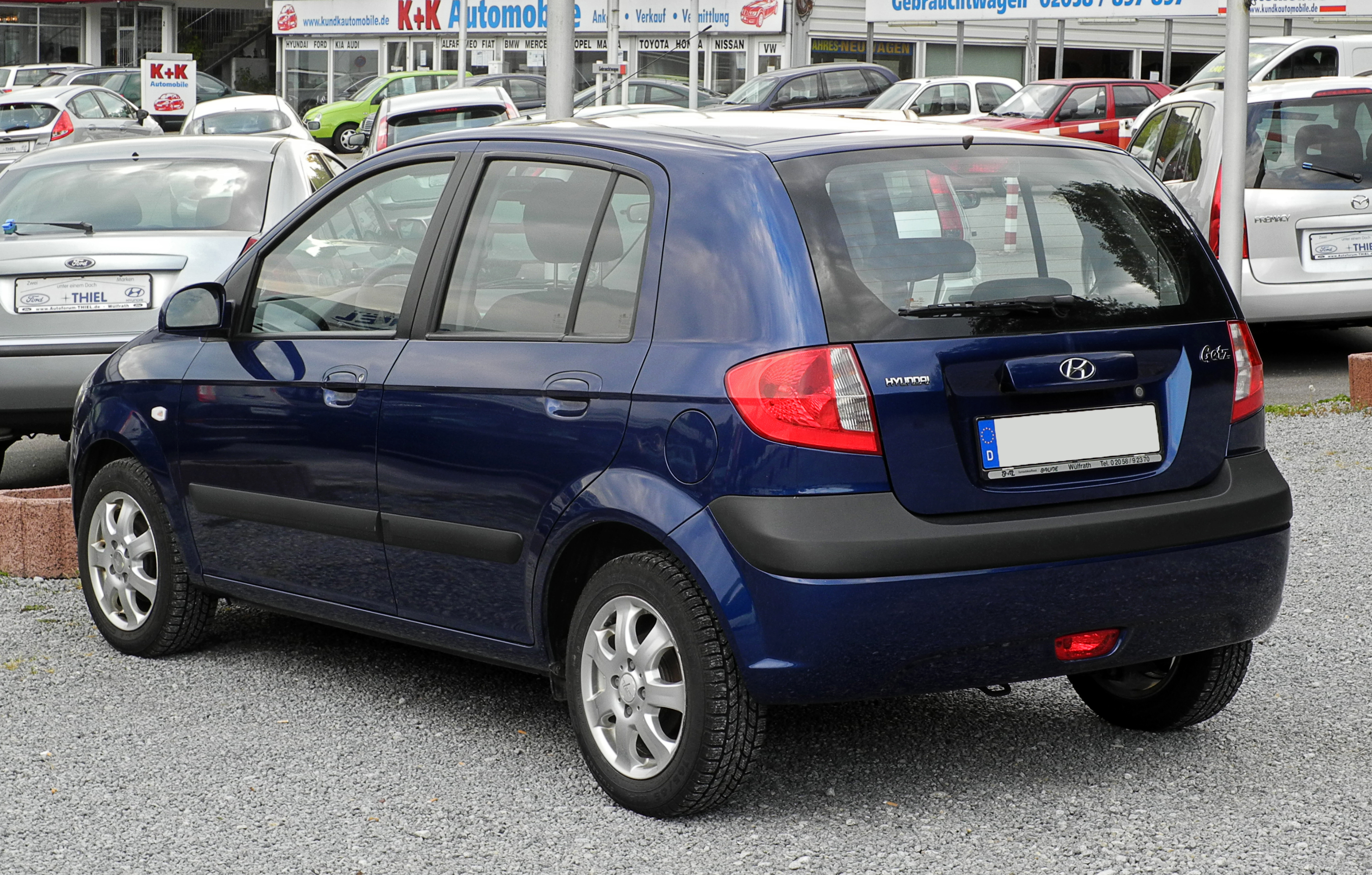
Hyundai Getz (2008-2011)
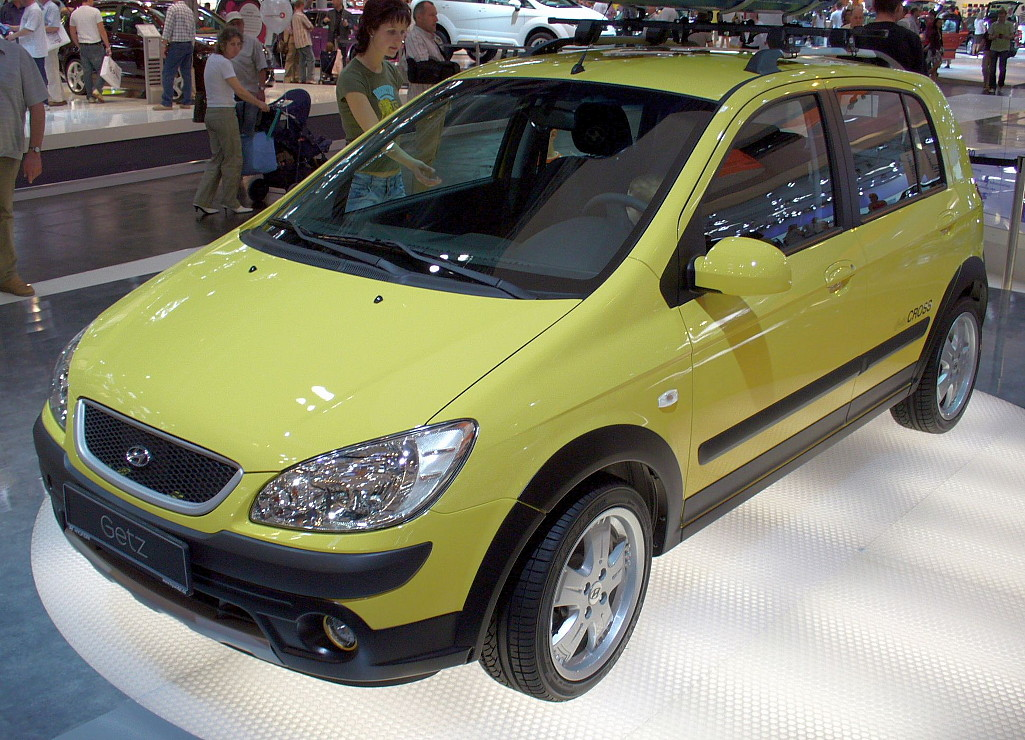
Hyundai Getz Cross (2006-2009)
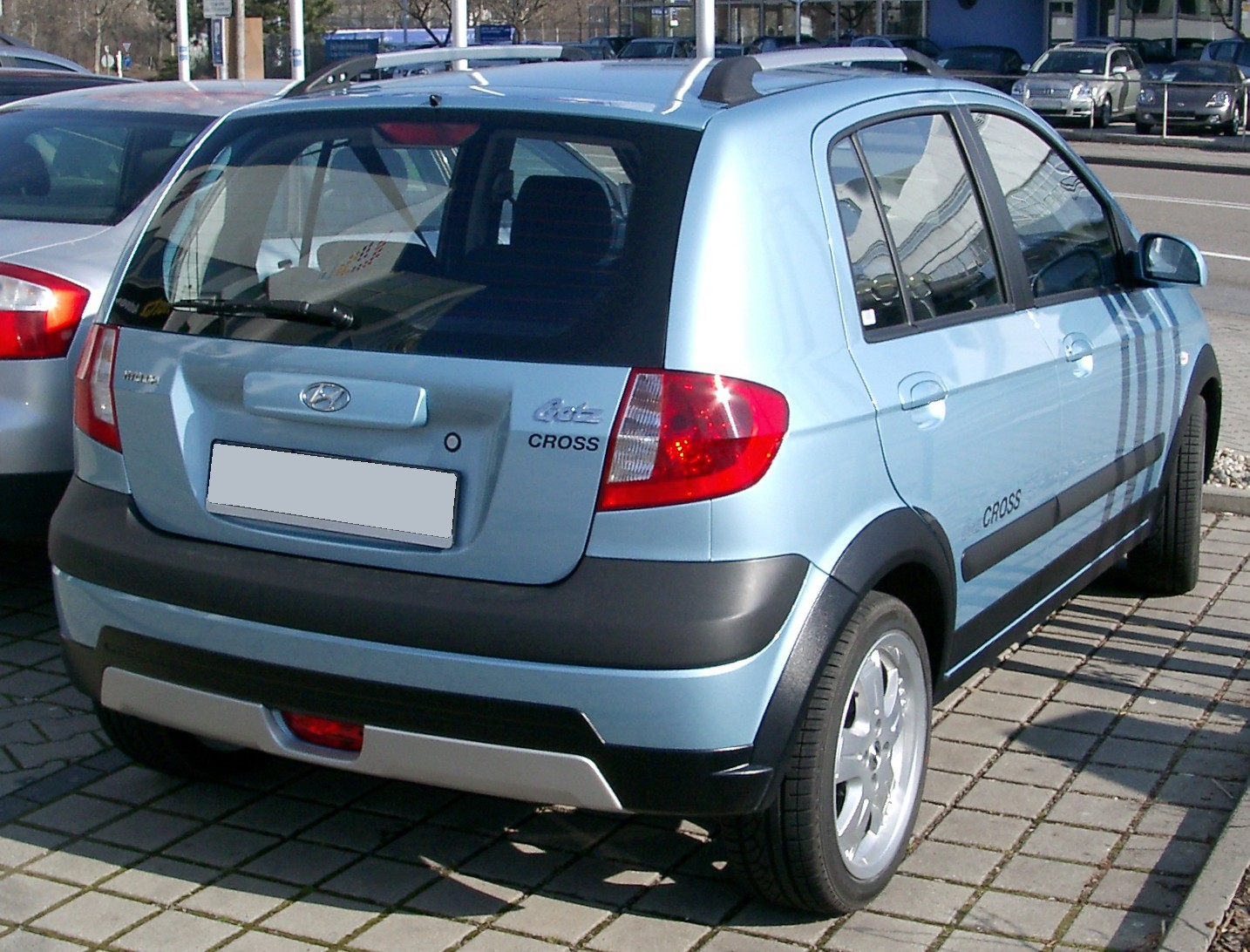
Hyundai Getz Cross (2006-2009)

## Двигуни
На вибір пропонується три бензинові двигуни 1.1 SOHC, 1.3 SOHC і 1.6 DOHC (з 2005 1.1, 1.4 та 1.6) і один дизельний 1.5 CRDi.
У Новій Зеландії та деяких країнах Південно-східної Азії і Південної Америки машини з двигуном 1.6 не продаються.
| Бензинові | Бензинові         | Бензинові | Бензинові                        | Бензинові                  | Бензинові             | Бензинові       | Бензинові |
| Модель    | Циліндри/ Клапани | Об'єм см³ | Потужність                       | Крутний момент             | Максимальна швидкість | Роки випуску    |           |
| --------- | ----------------- | --------- | -------------------------------- | -------------------------- | --------------------- | --------------- | --------- |
| 1.1       | 4/12              | 1086 см³  | 46 кВт (62 к.с.) при 5500 об/хв  | 94 Нм при 3250 об/хв       | 148 км/год            | 09/2002–09/2005 |           |
| 1.1       | 4/12              | 1086 см³  | 49 кВт (67 к.с.) при 5500 об/хв  | 99 Нм при 3200 об/хв       | 150 км/год            | 09/2005–06/2009 |           |
| 1.3       | 4/12              | 1341 см³  | 60 кВт (82 к.с.) при 5800 об/хв  | 117 Нм при 3200 об/хв      | 163 км/год            | 09/2002–03/2004 |           |
| 1.3       | 4/12              | 1341 см³  | 63 кВт (85 к.с.) при 5800 об/хв  | 119 Нм при 3200 об/хв      | 164 км/год            | 03/2004–09/2005 |           |
| 1.4       | 4/16              | 1399 см³  | 71 кВт (97 к.с.) при 6000 об/хв  | 126 Нм при 3200 об/хв      | 170 км/год            | 09/2005–06/2009 |           |
| 1.6       | 4/16              | 1599 см³  | 77 кВт (105 к.с.) при 5800 об/хв | 143 Нм при 4500 об/хв      | 190 км/год            | 09/2002–09/2005 |           |
| 1.6       | 4/16              | 1599 см³  | 78 кВт (106 к.с.) при 5800 об/хв | 144 Нм при 3200 об/хв      | 180 км/год            | 09/2005–06/2009 |           |
| Дизельні  |                   |           |                                  |                            |                       |                 |           |
| Модель    | Циліндри/ Клапани | Об'єм см³ | Потужність                       | Крутний момент             | Максимальна швидкість | Роки випуску    |           |
| 1.5 CRDi  | 3/12              | 1493 см³  | 60 кВт (82 к.с.) при 4000 об/хв  | 191 Нм при 1900 об/хв      | 170 км/год            | 08/2003–09/2005 |           |
| 1.5 CRDi  | 4/16              | 1493 см³  | 65 кВт (88 к.с.) при 4000 об/хв  | 215 Нм при 1900–2500 об/хв | 173 км/год            | 09/2005–06/2009 |           |
| 1.5 CRDi  | 4/16              | 1493 см³  | 81 кВт (110 к.с.) при 4000 об/хв | 235 Нм при 1900–2750 об/хв | 180 км/год            | 09/2005–06/2009 |           |